# Lista de membros do Jethro Tull

Ian Anderson (na foto em um concerto em 1973) é o único a integrar todas as formações do Jethro Tull

Esta lista relaciona os integrantes oficiais e músicos contratados que fizeram parte da banda de rock britânica Jethro Tull.

## Formação atual
- Ian Anderson (desde 1967) - gaita, violão, guitarra, flauta, bandolim, vocais
- Martin Barre (desde 1969) - guitarra, flauta
- Doane Perry (desde 1984) - bateria
- John O'Hara (desde 2007) - teclado
- David Goodier (desde 2007) - baixo

## Ex-integrantes

### Bateristas
- Clive Bunker (1967-1971)
- Barriemore Barlow (1971-1980)
- Mark Craney (1980-1981)
- Phil Collins (1982) - Apenas no evento Prince's Trust Gala.
- Gerry Conway (1982, 1987)
- Paul Burgess (1982) - Apenas na turnê daquele ano.
- Dave Mattacks (1991-1992)

### Baixistas
- Glenn Cornick (1967-1970)
- Jeffrey Hammond-Hammond (1970-1975)
- John Glascock (1975-1979)
- Tony Williams (1978) - Substituto temporário de Glascock.
- Dave Pegg (1979-1995)
- Jonathan Noyce (1995-2007)

### Tecladistas
- John Evan (1970-1980)
- David Palmer (1976-1980)
- Eddie Jobson (1980-1981)
- Peter-John Vetesse (1982-1985)
- Martin Allcock (1988-1992)
- Andrew Giddings (1991-2007)

### Guitarristas
- Mick Abrahams (1967-1968)
- Tony Iommi (1968) - Apenas na apresentação dublada no The Rolling Stones Rock and Roll Circus.

## Linha do tempo
Linha do tempo detalhando os integrantes oficiais da banda: